# Cuivienen
Cuivienen este un loc descris de către J.R.R. Tolkien în cartea sa Silmarillion ca Pământul unde Elfii au venit în lume. Numele este format din cuvintele cuivië+nen care înseamnă apă și trezire.